# Лемор, Катрин-Николь
Катрин-Николь Лемор, также Ле Мор (фр. Catherine-Nicole Lemaure; 3 августа 1704, Париж — 14 января 1786, там же) — французская оперная певица (сопрано).

## Биография
Катрин-Николь Лемор родилась в 1704 году в Париже. В Парижской опере она начала петь около 1719 года.
В декабре 1721 года она исполнила партию Астреи в прологе к «Фаэтону» Люлли, а в январе 1722 получила роль Либии. Вскоре ей доверили исполнять ведущие партии, в том числе Гипподамии в «Пирифое» Жана-Жозефа Муре и Филомелы в одноимённой опере Луи Лакоста.
В 1725 году певица, отличавшаяся капризным темпераментом, без предупреждения покинула театр, однако в следующем году вновь вернулась на сцену, где возобновилось её соперничество с Мари Пелиссье. Период с 1727 по 1730 год стал ещё более длительным перерывом в её карьере. Впоследствии, в 1730-х годах, Катрин-Николь Лемор исполняла роли Орианы в «Амадисе» Люлли (1731), Ифизы в «Иевфае» Монтеклера (1732), заглавную роль в «Иссе» Детуша (1733) и роль Ифигении в «Ифигении в Тавриде» Демаре. В 1735 году певице пригрозили тюрьмой из-за её отказа выступать в «Иевфае». Она вышла на сцену, но исполнила свою партию намеренно плохо, была освистана публикой и отказалась продолжать. После этого ей пришлось прямо со сцены отправиться в парижскую тюрьму Фор Л’Эвек, и на следующий день, вернувшись в театр, она пела намного лучше. Однако в 1744 году Лемор окончательно покинула сцену, хотя проблем с голосом у неё не было и она вполне могла продолжать карьеру.
Современники высоко ценили талант Катрин-Николь Лемор. Жан-Бенжамен Делаборд в своём «Эссе о музыке» писал о красоте её голоса и том, как она умела преображаться, выйдя на сцену. Вольтер противопоставлял природную красоту её голоса техническому мастерству её соперницы Пелиссье.